# غريس بيتس
غريس بيتس (بالإنجليزية: Grace Bates)‏ هي رياضياتية أمريكية، ولدت في 13 أغسطس 1914، وتوفيت في 19 نوفمبر 1996. تخصصت بيتس في نظرية الجبر والاحتمالات. وشاركت في تأليف كتابين: نظام الأعداد الحقيقية، والجبر الحديث الحلقة الثانية. طوال فترة تعليمها، تغلبت بيتس على العقبات التي تحول دون حصولها على المعرفة، ما فتح الطريق أمام النساء المتعلمات في المستقبل.

## حياتها المبكرة وتعليمها
ولدت بيتس في 13 أغسطس عام 1914. اهتمت بالرياضيات منذ صغرها، وشجعتها عائلتها على متابعة اهتمامها. حافظت بيتس على علاقة جيدة بشقيقها، وعزز هذه العلاقة موت والدتهما المبكر. عندما أكمل شقيقها دراسته الثانوية، استخدم راتبه لمساعدتها على مواصلة تعليمها في المدرسة الثانوية والجامعة.
خلال دراستها، قدمت بيتس عريضة عدة مرات لتلقي دورات الرياضيات المتقدمة والتي لم تكن متاحة للطالبات وقتها. التحقت بمدرسة كازينوفيا الثانوية حيث قدمت عريضة لدراسة الجبر - المستوى المتوسط. تابعت دراساتها الجامعية في كلية ميدلبيري التي كانت تفصل بين الذكور والإناث. قدمت بيتس عريضة في سنتها الأخيرة لتأخذ معادلات تفاضلية والتي كانت تُعطى فقط للطلاب الذكور. بعد حصولها على شهادة البكالوريوس في الرياضيات في عام 1935، واصلت دراستها وحصلت على درجة الماجستير من جامعة براون في عام 1938.
سجلت بيتس في برنامج الدكتوراه في جامعة إلينوي في إربانا شامبين في عام 1944.:80 كانت مهتمة بالهندسة بدايةً، لكن قررت بدلاً من ذلك مواصلة دراسة الجبر والعمل تحت يدي راينهولد باير. أكملت أطروحة الدكتوراه بعنوان «العقد الحرة والشبكات وتعميماتها» في عام 1946.

## حياتها المهنية واستمرار تعليمها
درست بيتس لفترة وجيزة في كلية سويت براير قبل التحاقها بكلية ماونت هوليوك. بعد مناقشة اهتمامها بالاحتمالات والإحصائيات مع الزميل أنتوني زيغموند أحالها زيغموند إلى جيرزي نيمان من جامعة كاليفورنيا في بيركلي. ونتيجةً لذلك، حصلت بيتس على مساعدة في مختبر بيركلي للإحصاء وقضت عدة فصول صيفية في العمل مع نيمان في الخمسينيات. كتبا معًا عددًا من المقالات البحثية حول نظرية الاحتمالات.
تقدمت بيتس لتصبح أستاذة فخرية في كلية ماونت هوليوك، ودرّست هناك حتى تقاعدها في عام 1979. توفيت في 19 نوفمبر عام 1996.